# Scorpaenodes parvipinnis
Scorpaenodes parvipinnis är en fiskart som först beskrevs av Garrett, 1864.  Scorpaenodes parvipinnis ingår i släktet Scorpaenodes och familjen Scorpaenidae. Inga underarter finns listade i Catalogue of Life.